# Fly till vatten och morgon
Fly till vatten och morgon är en novellsamling av Thorsten Jonsson utgiven 1941.
Boken innehåller berättelser baserade på autentiska kriminalfall. Berättarstilen är influerad av samtida amerikanska prosaister vilka Jonsson också översatte och introducerade.

## Innehåll
- Vinterstycke
- Mälaren runt
- Vår, sommar, höst*
- Herrens kvarnar mala långsamt
- Järnspisrum
- Stilla afton
- Ensam med en halv liter konjak
- Frid i Jesus
- Gård i utkanten
- Fly till vatten och morgon

Not: *Pocketutgåvorna från 1975 och 1998 innehåller titeln Vår, sommar, höst som ej finns med i originalupplagan.

## Mottagande
Boken recenserades vid sin utgivning av Artur Lundkvist i Bonniers Litterära Magasin. Lundkvist såg samlingen som en förnyelse av den svenska novellkonsten och karaktäriserade berättelserna på följande sätt: "Det är fråga om ganska folkliga och ofta rent tillfälliga förbrytare, som drivs till sina brott övervägande av hjälplöshet och desperat förvirring. De saknar överblick över sig själva och sin situation, de vet mer eller mindre inte vad de gör, och författaren har tagit till sin uppgift att klarlägga det, att få fram vad de dunkelt förnimmer, vad de självbedrägligt intalar sig och hur de känner det rent fysiskt. Skildringarna rör sig sålunda mellan yttre iakttagelse och intuitiv inlevelse (liksom även mellan verklighetsmaterial och dikt) och i flera fall resulterar det i en lyckad sammansmältning: lyckad av konstnärlighetens, psykologiens och sanningsenlighetens synpunkt."
Lundkvist tyckte att "dessa skildringar är i sig själva obarmhärtiga, sakligt oberörda i sin funktion, men gör likväl ofta ett gripande intryck". Han framhöll novellen Gård i utkanten  som en historia med "en rad detaljer av ypperlig verkan, fullkomligt realistiska och samtidigt bärare av en djupare innebörd, en känslokvalitet som omsätts i konkreta symboler... Det är sådana konstnärliga grepp, sådan saklig poesi som upplyser Thorsten Jonssons realism och lyfter den över den blotta verklighetsreproduktionen." Lundkvist berömde även Jonssons dialog och hans sinne för det illusoriskt irrationella: "Han kan verkligen få människor att övertygande karakterisera sig själva genom sitt tal, utan att detta blir vidlyftigt. Det hjälper honom mycket i hans strävan att skildra människor precis sådana de är, utan en nyans av förfalskning".